# Pente
Pente to gra planszowa opracowana przez Gary'ego Gabrela w 1978 roku.

## Zasady
Gra toczy się na planszy do go zwanej goban, o rozmiarach 19x19. Dwaj gracze na przemian kładą na planszy po jednym swoim kamieniu (jeden używa czarnych, drugi białych). Celem gry jest ułożenie pięciu (lub więcej) kamieni swojego koloru w jednej linii, lub zbicie pięciu par kamieni przeciwnika. Bicie następuje przez otoczenie z obu stron dokładnie dwóch jego sąsiadujących kamieni. Zbite kamienie są usuwane z planszy.
Istnieje odmiana keryo-pente, która różni się tym że dozwolone jest bicie dwóch lub trzech kamieni przeciwnika, a wygrać można poprzez zbicie nie 10, a 15 kamieni.
Obie odmiany posiadają wersje PRO, w której dodane są następujące reguły:
- Grający czarnymi ma obowiązek wykonać pierwszy ruch w środku planszy.
- Grający czarnymi ma obowiązek wykonać drugi swój ruch poza obrębem kwadratu 5x5 przecięć (pól) umieszczonego w środku planszy.

Pente (πέντε) to w języku greckim cyfra 5.